# Tercera División de Chipre
La Tercera División de Chipre es la tercera liga de fútbol en Chipre.

## Estructura
Catorce clubes compiten en la liga, jugando entre sí dos veces, una en casa y una vez de visitante con un total de 26 partidos por equipo. Los tres principales clubes son promovidos a la segunda división y los tres últimos son relegados a la División Élite STOK.

## Historia
El campeonato de tercera división chipriota se inició en la temporada de fútbol 1970-1971 por el Comité de Libertad Sindical como campeonato del tercer nivel del fútbol chipriota. La temporada 1974-1975 no se jugó debido a la invasión turca de Chipre.

## Equipos
Los 16 equipos que participarán en la temporada 2024/25 de la tercera división chipriota son:
- AEP Polemidia
- Anorthosis Mouttagiakas
- APEA Akrotiri
- Enad Polis Chrysochous F.C - APOP Polis
- ASPIS Pylas
- Enthoi Lakatamia FC
- Ermis Aradippou
- Ethnikos Latsion
- Doxa palaiometochou
- Geroskipou
- Kedros Ayia Marina Skylloura
- Iraklis Gerolakkou
- Kouris Erimis
- Leivadia 2022
- Omonia Psevda
- Ormideia FC

## Ganadores
Los siguientes equipos han ganado el campeonato de tercera división:
| Temporada | Campeón                  |
| --------- | ------------------------ |
| 1970-71   | Keravnos Strovolos       |
| 1971-72   | Ethnikos Asteras Lemesou |
| 1972-73   | Neos Aionas Trikomou     |
| 1973-74   | Iraklis Gerolakkou       |
| 1974-75   | No celebrado             |
| 1975-76   | Ermis Aradippou          |
| 1976-77   | Akritas Chlorakas        |
| 1977-78   | Adonis Idaliou           |
| 1978-79   | Orfeas Lefkosias         |
| 1979-80   | Iraklis Gerolakkou       |
| 1980-81   | KN Maroniton             |
| 1981-82   | Digenis Ipsona           |
| 1982-83   | ENTHOI Lakatamia         |
| 1983-84   | Adonis Idaliou           |
| 1984-85   | Orfeas Athienou          |
| 1985-86   | APEP Pitsilia            |
| 1986-87   | Elpida Xylofagou         |
| 1987-88   | Digenis Morphou          |
| 1988-89   | Digenis Ipsona           |
| 1989-90   | APEP Pelendriou          |
| 1990-91   | Othellos Athienou        |
| 1991-92   | PAEEK                    |
| 1992-93   | AEZ Zakakiou             |
| 1993-94   | Othellos Athienou        |
| 1994-95   | Ethnikos Latsion         |
| 1995-96   | Ermis Aradippou          |
| 1996-97   | Rotsidis Mammari         |
| 1997-98   | AEZ Zakakiou             |
| 1998-99   | Chalkanoras Idaliou      |
| 1999-00   | ENTHOI Lakatamia         |
| 2000-01   | ASIL Lysi                |
| 2001-02   | SEK Ayiou Athanasiou     |
| 2002-03   | PAEEK                    |
| 2003-04   | APOP Kinyras Peyias      |
| 2004-05   | SEK Ayiou Athanasiou     |
| 2005-06   | AEM Mesogis              |
| 2006-07   | Ermis Aradippou          |
| 2007-08   | PAEEK                    |
| 2008-09   | Akritas Chlorakas        |
| 2009-10   | Chalkanoras Idaliou      |
| 2010-11   | Ethnikos Assia           |
| 2011-12   | AEK Kouklion             |
| 2012-13   | Karmiotissa Polemidion   |
| 2013-14   | Elpida Xylofagou         |
| 2014-15   | ENTHOI Lakatamia         |

### Rendimiento por club
| Club                     | Campeón | Temporadas campeón |
| ------------------------ | ------- | ------------------ |
| Ermis Aradippou          | 3       | 1976, 1996, 2007   |
| PAEEK                    | 3       | 1992, 2003, 2008   |
| ENTHOI Lakatamia         | 2       | 1983, 2000, 2015   |
| Iraklis Gerolakkou       | 2       | 1974, 1980         |
| Adonis Idaliou           | 2       | 1978, 1984         |
| Digenis Ipsona           | 2       | 1982, 1989         |
| Othellos Athienou        | 2       | 1991, 1994         |
| AEZ Zakakiou             | 2       | 1993, 1998         |
| SEK Ayiou Athanasiou     | 2       | 2002, 2005         |
| Akritas Chlorakas        | 2       | 1977, 2009         |
| Chalkanoras Idaliou      | 2       | 1999, 2010         |
| Elpida Xylofagou         | 2       | 1987, 2014         |
| Keravnos Strovolos       | 1       | 1971               |
| Ethnikos Asteras Lemesou | 1       | 1972               |
| Neos Aionas Trikomou     | 1       | 1973               |
| Orfeas Lefkosias         | 1       | 1979               |
| KN Maroniton             | 1       | 1981               |
| Orfeas Athienou          | 1       | 1985               |
| APEP Pitsilia            | 1       | 1986               |
| Digenis Morphou          | 1       | 1988               |
| APEP Pelendriou          | 1       | 1990               |
| Ethnikos Latsion         | 1       | 1995               |
| Rotsidis Mammari         | 1       | 1997               |
| ASIL Lysi                | 1       | 2001               |
| APOP Kinyras Peyias      | 1       | 2004               |
| AEM Mesogis              | 1       | 2006               |
| Ethnikos Assia           | 1       | 2011               |
| Karmiotissa Polemidion   | 1       | 2013               |